# 长江新区
长江新区即长江新城区、长江新城，位于湖北省武汉市中北部的长江边上，规划面积500平方公里，范围包括武湖、江岸、江汉、硚口、东西湖、黄陂、新洲部分区城，于2017年1月启动规划建设，旨在提升武汉国际知名度、美誉度和城市竞争力。长江新区定位为国家级新区，长江新城则为城市新中心。长江新区涵盖了长江新城全部区域。长江新城是长江新区核心区。

## 发展定位和建设目标
具体将分三期推进，起步区位于谌家矶——武湖区块，具体方位是东至武湖泵站河，南至长江北岸，西至滠水河、府河，西南至张公堤路，北至江北铁路，约30到50平方公里。中期发展区100平方公里，远期规划面积500平方公里。届时将形成“四镇”新格局，再造一个新武汉。